# タカヘ山
タカヘ山（タカヘさん、英語: Mount Takahe）は、南極大陸のマリーバードランド、アムンゼン海の沿岸からおよそ200キロメートルの場所にある標高3,460メートルの雪と氷に覆われた楯状火山である。山体の幅はおよそ30キロメートルに及び、寄生火山と幅8キロメートルのカルデラも存在する。火山の表面の大部分は粗面岩の溶岩流によって形成されているが、氷や水中で形成されたことを示すハイアロクラスタイトの存在も大きな特徴となっている。推定体積は西南極氷床の上に姿を現している部分が780立方キロメートル、全体では5,520立方キロメートルに達し、アフリカのキリマンジャロに匹敵するマリーバードランドで最大の火山である可能性もある。
タカヘ山は第四紀の後半に活動した火山であり、他の18個の既知の火山とともにマリーバードランドの火山地帯の一部を構成している。放射年代測定によって得られた情報によれば、火山の岩石は古いものでおよそ30万年前にさかのぼり、19万年前には現在の高さに達したと推定されている。また、ウェーシュ山とバード基地の氷床コアに含まれている一部のテフラ層はタカヘ山の噴火に由来すると考えられている。1万7700年前と完新世の初期には一連の大規模な噴火が起こり、特に前者の噴火は南極大陸にオゾンホールを形成した可能性がある。タカヘ山はおよそ7500年前に最後の噴火を起こし、今日では噴火活動は見られない。

## 地理と地形
タカヘ山は南極大陸のマリーバードランド東部のバクティス海岸に位置している。また、ベア半島とアムンゼン海の沿岸はタカヘ山から北へ200キロメートル離れている。孤立した山であり、最も近い火山は100キロメートル離れたマーフィー山と、140キロメートル離れたトニー山である。
南極観測基地へ向かう主な航空路や補給路はこの火山の近くを通っておらず、火山の一部にはヘリコプターでなければ到達できない場所も存在する。火山の最初の発見はアメリカ合衆国南極事業（USAS）のリチャード・バード提督を含む複数の隊員が1940年2月24日と25日の飛行中に火山を遠望した時であるとみられている。また、火山の名前はニュージーランドに生息する絶滅が危惧されている飛べない鳥であるタカヘに由来する。1957年12月に火山に到達したマリーバードランド横断隊（Marie Byrd Land Traverse Party）によって初めて名付けられ、1960年にアメリカ地名委員会によって正式に命名された。タカヘ山への視察調査は1957年から1958年にかけて活動したこのマリーバードランド横断隊によって初めて行われ、その後は1968年、1984年から1985年、および1998年から1999年にかけて実施された。
氷床の表面を基準にした火山の高さは2,100メートルであり、標高は最も高く報告されているもので3,460メートルである。形状はほぼ完全な円錐形で、山体の幅は30キロメートル、氷床上の体積は780立方キロメートルに及ぶ楯状火山である。火山の氷床下の部分はさらに大きな体積をもち、その基部は海面下1,340メートルから2,030メートルの範囲に達するとみられ、東西方向に細長く伸びている可能性がある。山頂には幅10メートル、高さ15メートルの岩頸が存在し、平坦な雪に覆われた幅8キロメートルのカルデラが広がっている。また、カルデラの内部には溶岩ドームが形成されている可能性がある。火山の周辺には放射状の地割れ火口があり、カルデラの周縁部にも複数の火口がある。火山の標高の低い山腹には玄武岩質の寄生火山の火口が少なくとも3つ存在し、西側と南側の斜面では3つのスコリア丘が発見されている。これらのスコリア丘のうちの1つは幅100メートルの目立たない火口であると説明されている。さらに南側の斜面にはジャロン・クリフスと呼ばれる断崖が存在する。

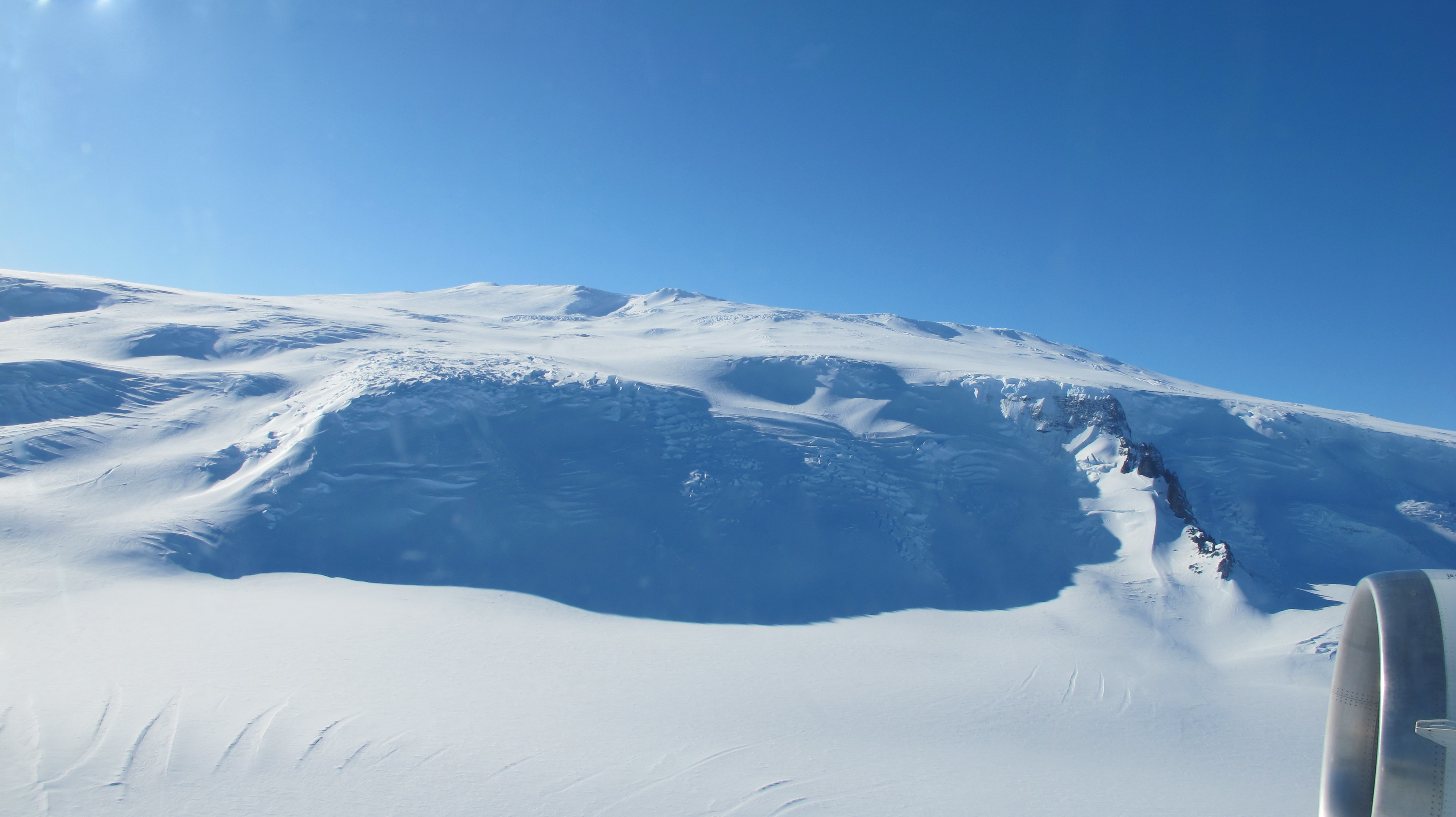
火山の下部の断崖

山体の大部分は侵食を受けていないため、火山の歴史を推測できるような内部構造の露出部分はまれである。タカヘ山の大部分は氷に覆われており、地表が露出している場所は12か所のみで合計面積も0.5平方キロメートル未満に過ぎず、火山の内部構造は解明されていない。これらの露出箇所（露頭）から得られる情報に基づくならば、タカヘ山には厚さ2メートルから10メートルの溶岩流が広く分布していると考えられるものの、一方でストロンボリ式噴火による堆積物、あるいは火山礫凝灰岩やラハールの堆積物といった形で存在する火山砕屑岩はあまり多く見られない。山頂に存在する火山砕屑岩は南極の他の場所に降り積もっているテフラと相互に関連がある。また、ブッカー・リムと呼ばれるカルデラの南側の縁には黒曜岩を含む比較的新しい時期に噴出した火山岩塊（火山弾を含む）の一群が露出している。さらに卓状火山の存在も報告されている。

### 氷河作用
タカヘ山はおよそ1,300メートルの標高に達する西南極氷床の氷にほぼ全面的に覆われており、スウェイツ氷河の支流がタカヘ山の近くを通過している。火山の本体には南西側と北側の山腹に2つの小規模な氷河が存在する。これらの氷河は山頂付近から下って火山噴出物を侵食しており、西側の山腹と山頂のカルデラではモレーンの存在が確認されている。ただし氷河による侵食は顕著なものではなく、標高の低い斜面に少数の圏谷が切り立っているだけである。山上には雪に覆われた部分と氷に覆われた部分があり、サスツルギのように風によって表面が荒れた場所も見られる。極地の環境は寒冷で乾燥しているため、風化作用はゆっくりと進む。1984年12月21日から1985年1月18日にかけてタカヘ山で行われた気象観測のデータによれば、全日にわたって一日の平均気温は氷点下であった。
火山の麓に存在するいくつかの岩石群は氷か水の底で形成されたものであり、ハイアロクラスタイトや枕状溶岩がその特徴的な形態である。このような岩石群はギル・ブラフ、モル・スパー、およびスタウファー・ブラフの3つが存在し、今日における氷床面よりおよそ350メートルから400メートル高い場所に位置している。また、これらの岩石群は溶岩デルタに相当するもので、タカヘ山かその寄生火山の火口から噴出した溶岩流が氷に流れ込み、溶岩を取り囲む形で融解水の湖が作り出された際に形成された "hydrovolcanic deltas" である。溶岩デルタは火山の裾野に露出しており、形状をよく保っている。また、溶岩デルタが形成された時期における氷床の高度は安定しておらず、融解水も流れ出ていたことから、ハイアロクラスタイトからなるそれぞれのデルタで多様な構造が見られる。これらのデルタは6万6000年前の時点と2万2000年前から1万5000年前の間の時点における氷床面の高度で形成されたと考えられている。

## 地質
西南極地溝帯系は北アメリカのグレートベースンに似た盆地と山脈が入り組んだ地形を特徴としており、ロス海とベリングスハウゼン海の間の南極大陸を横断している。この地溝帯は中生代に活動が活発化したが、厚い氷に覆われているために現在においても活動が活発であるかどうかは明らかではなく、地震活動も見られない。また、地溝帯の大部分は海面下に存在し、南側には南極横断山脈、北側にはマリーバードランドの火山地帯が広がっている。マリーバードランドにおける火山活動はおよそ3400万年前に始まり、1400万年前に活動が活発化した。さらに、アムンゼン海の沿岸を中心にこの地溝帯と関連した長さ1,200キロメートル、幅500キロメートルに及ぶ大規模な隆起構造が存在する。

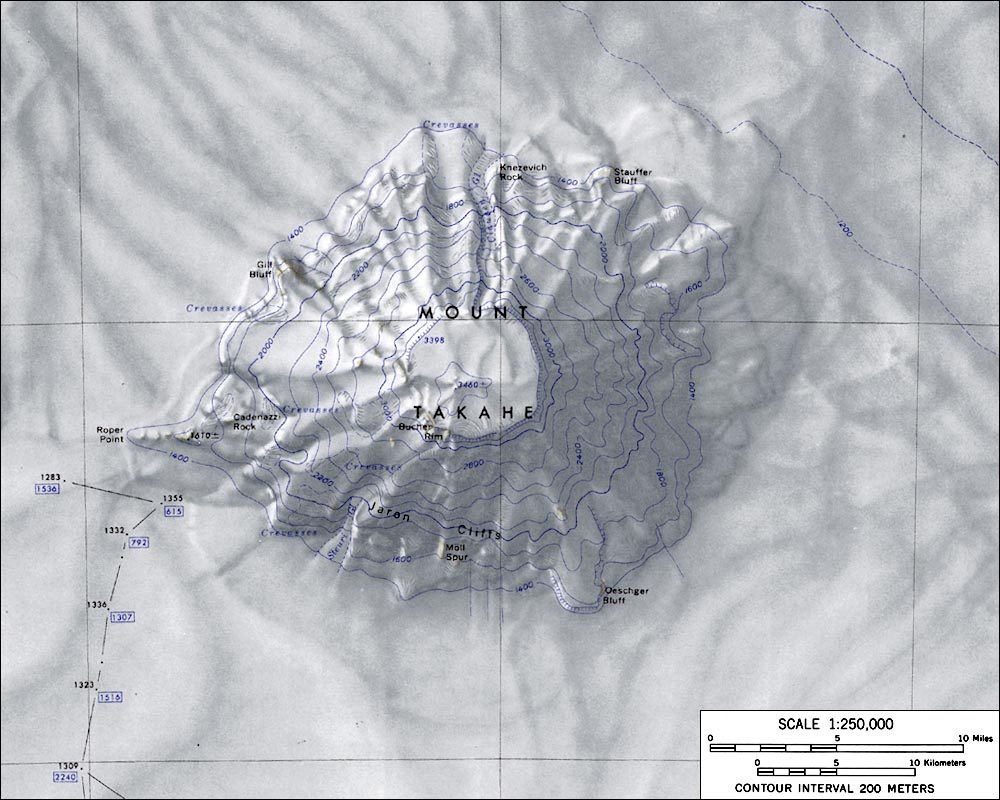
タカヘ山の地形図

マリーバードランドでは中新世から完新世にかけておよそ18個の主要な火山が活動していた。この火山地帯にはエームス山脈、クラリー山脈、ベルリン山が属するフラッド山脈、シドリー山やウェーシュ山が属するエグゼクティブ・コミッティー山脈の他、トニー山、タカヘ山、およびマーフィー山が存在する。これらの火山は大抵において集団を形成しているか列状に連なっているが、孤立している火山もある。タカヘ山はマリーバードランドの火山地帯の東部に位置し、推定体積は5,520立方キロメートルに達する。また、この規模はアフリカのキリマンジャロに匹敵し、マリーバードランドにおける最大の火山である可能性もある。
これらの火山のほとんどは山頂にカルデラを形成している大規模なものであり、急速に成長する楯状火山として活動を開始したとみられているが、カルデラ自体は当初の成長後に形成された。その後の火山の歴史の後半には寄生火山が活動するようになった。これらの火山はいずれも粗面岩、フォノライト、パンテレライト、およびコメンダイトなどの岩石に覆われており、火山活動は地殻運動の再活性化、あるいはマントルプルームの存在に起因すると考えられている。また、これらの火山は古生代の基盤岩から成長している。
タカヘ山には大規模なマグマ溜りが存在している可能性があり、氷の下における異常な熱流の痕跡も確認されている。また、タカヘ山では磁気異常との関連性も見られる。

### 組成
タカヘ山では粗面岩が最も一般的に見られる岩石であり、フォノライトはあまり多く見られない。他にはベンモレアイトやパンテレライトの存在が報告されており、一部には安山岩に分類される岩石も存在する。ハワイアイト、ベイサナイト、およびミュージアライトの存在も報告されているものの、これらの存在はまれであり、ハワイアイトは古い露頭からのみ、ベイサナイトは寄生火山からのみ、ミュージアライトは標高の低い場所からのみ見つかっている。粗面岩のような比較的珪長質に富んだ岩石が多く見られるにもかかわらず、火山の大部分は苦鉄質岩で構成されているとみられ、珪長質岩は全体の10パーセントから15パーセント程度を占めているに過ぎない。これは火山の上部の視認可能な領域がはるかに巨大な埋没している基盤の上を覆っていることを示唆している。また、山体に占める寄生火山の割合は恐らく1パーセント未満である。火山の岩石のうちハイアロクラスタイト、パラゴナイト、およびシデロメランは氷と溶岩の相互作用によって形成された。過去4万年間におけるマグマの化学組成に大きな変化は見られないものの、若干の変動の存在が確認されている。
火山の岩石群の組成がアルカリ性から過アルカリ性の範囲に収まっていることから、これらの全ての岩石は共通の起源を持つとみられている。斑晶は主に斜長石からなり、カンラン石やチタノマグネタイトはあまり見られず、アパタイトについても同様である。火山のマグマはさまざまな圧力下における分別結晶作用を通して形成され、基本的には8500万年以上前のプレートの沈み込みの進行による影響を受けた深さ80キロメートルから90キロメートルのリソスフェアからもたらされたとみられている。

## 噴火の歴史
タカヘ山は第四紀の後期に活動した火山である。1988年に報告された放射年代測定の結果によれば、カルデラの縁の岩石は36万年未満、山腹の火山岩は24万年未満の年齢である。火山学者のレ・メイシュリアーは、1990年の著作である『Volcanoes of the Antarctic Plate and Southern Oceans』の中で、未公表のカリウム-アルゴン法による結果を引用しつつ、検査された岩石のサンプルの最も古い年代は31万年±9万年前であると記している。その一方で、2013年の論文の中では最も古い岩石の年代をカルデラの縁で19万2000年前、より低い標高の山腹で6万6000年前と報告しており、2016年に発表されたタカヘ山の岩石の年代に関する再検証の中でも19万2000年より古い岩石はないとしている。火山全体は恐らく40万年以内の期間で形成されたと考えられているものの、さらに短い20万年以内で急速に成長した可能性もある。また、山頂のカルデラで19万2000年±6300年前の岩石が見つかっていることから、火山はこの時点までに現在の高さに達したとみられている。
初期の研究ではタカヘ山の大部分は氷床下で形成されたと考えられていたが、より詳細な現地調査によって氷床面より上部で火山の大部分が成長したとする結論が示されている。氷床面の高度はタカヘ山の歴史を通して変動しており、海洋酸素同位体ステージ4と2の間の時期には氷床の厚さが増していた。このことは、もともとは氷か水の底で形成された岩石群が現在では氷床面より上部に存在し、溶岩流堆積物と交互に横たわっている理由を説明している。タカヘ山は氷床内で成長した後に溶岩流を噴出し、時には火砕噴火を起こしながらその規模を拡大した。山頂付近の露頭はほとんどの噴火がマグマを直接噴出するタイプであったことを示しているが、一部ではマグマ水蒸気噴火も起きていた。また、火山活動の後期にはスコリア丘やタフコーンが形成された。

### 氷床コアのテフラ

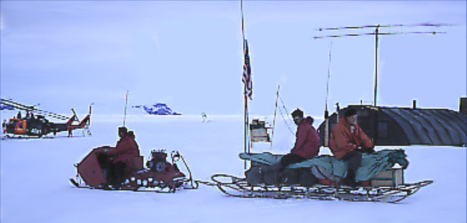
バード基地（1960年頃）

マリーバードランドのバード基地で掘削された氷床コアのテフラ層はタカヘ山に由来すると考えられている。噴出したテフラは火山の標高が高いために容易に対流圏界面を超え、成層圏を通じて南極大陸一帯に拡散することができる。1981年に発表された研究では、およそ3万年前にこの地域で何度かにわたる火山噴火が発生し、これらの噴火によって南極大陸の気候が寒冷化していたことが示唆されているが、タカヘ山については同時期に起きた氷床の成長によってマグマ溜りが圧迫され、噴火活動の活発化に結びついていた可能性が指摘されている。
バード基地のテフラ層のほとんどがタカヘ山に由来すると仮定した場合、6万年前から7500年前までの火山活動は非常に活発であり、6万年前から5万7000年前と4万年前から1万4000年前の間に9回の噴火活動期と2回の活動の極大期があったと推測されている。タカヘ山では活動後期の後半に水蒸気噴火が支配的になり、ウィスコンシン氷期が終了した頃にこのタイプの噴火が最も活発化した。また、1万8000年前から1万5000年前の間に火口湖がカルデラ内に形成されたか火口が雪と氷に埋もれた可能性がある。カルデラ自体は2万年前から1万5000年前の間に形成されたとみられているものの、その成因は恐らく大規模な爆発的噴火によるものではないと考えられている。
バード基地のテフラ層はベルリン山などのマリーバードランドの他の火山に由来する可能性も完全には否定できない。特に3万年前から2万年前にかけてのテフラ層はベルリン山に由来するとしている研究もある。
タカヘ山に由来するテフラ層はタカヘ山自体の他、ドームC、ドームF、ウェーシュ山、およびサイプルドームを含む南極の他の場所からも見つかっている。また、氷床コアとは別に海で採取された堆積物コアの中からもタカヘ山に由来するテフラが発見されている。タカヘ山の噴火では他の大規模な爆発的噴火で観察される火砕流の堆積物が見られない。1981年の研究では、バード基地におけるタカヘ山に由来する氷床コアのテフラ層の厚さから、タカヘ山で起きていた噴火は大規模なものではなかったとされているが、その後の2012年の研究では、完新世において大規模なプリニー式噴火も起きていたことが示唆されている。
2017年に発表された研究によれば、タカヘ山では1万7700年前からおよそ200年にわたり大量のハロゲンの噴出を伴う一連の大規模な噴火が続いていた。これらの噴火は西南極氷床分氷界やマクマード・ドライバレー内に位置するテイラー氷河の氷床コアによって記録されており、これらの氷床コアは退氷速度の推定にも役立っている。また、これらの噴火によって成層圏に放出されたハロゲンは、最終氷期極大期の寒冷で乾燥した気候条件も相まって大規模なオゾン層の破壊とオゾンホールの形成につながったと推測されている。臭素と硫黄の同位体比データは当時の南極において大気中の紫外線の量が増加していたことを示している。今日におけるオゾンホールと同様に、タカヘ山の噴火によって生じたオゾンホールは南極の気候を変化させ、当時進行中であった退氷の速度を早めた可能性があるものの、その後の研究によって気候の温暖化に関してはほぼ確実に火山が主要因ではないことが明らかとなっている。

### 完新世以降の活動
これらの一連の噴火以降は活動が衰えたものの、1988年に発表された研究では1万3000年前と9000年前に起きた2回の水蒸気噴火と7500年前のマグマの噴出を伴う噴火が報告されている。このうち7500年前の噴火はバード基地の氷床コアからもその存在が知られており、ウェーシュ山とタカヘ山の山体で確認された8200年±5400年前の噴火とサイプルドームにおける紀元前6217年と紀元前6231年のテフラ層に対応している可能性がある。これらとは別に全地球火山活動プログラム（GVP）の報告によれば、紀元前7050年にも別の噴火が発生していた可能性がある。また、サイプルドームとウェーシュ山ではBP8200年の噴火によるテフラが記録されており、その後のBP7900年に発生した噴火はサイプルドームとバード基地で確認された過去1万年の噴火の中で最も強力なものの一つであると考えられている。サイプルドームではさらに1万700年前から5600年前の間に起きた噴火が確認されており、紀元前1783年頃のテフラ層（氷中の硫酸塩濃度の上昇を伴う）もタカヘ山に由来する可能性がある。また、西暦1552年と西暦1623年にロー・ドームに降り積もったガラス片もタカヘ山に起源を持っている可能性がある。
全地球火山活動プログラムはタカヘ山の最新の噴火を紀元前5550年としており、今日ではタカヘ山は活動を休止していると考えられている。マリーバードランドにおける別の若い火山であるベルリン山とは異なり、噴気活動あるいは加熱状態にある地盤の存在は確認されていない。ただし、タカヘ山の周辺の深さ9キロメートルから19キロメートルの範囲における地震活動の存在が報告されており、この地震活動は噴気活動などの活動と結びついている可能性がある。また、タカヘ山は地熱エネルギーを得られる可能性があるとして探査の対象となっている。